# Колонія (департамент)
Колонія (ісп. Colonia) — департамент в південно-західній частині Уругваю. Площа — 6106 км (3,48 % загальної площі країни). Адміністративний центр — місто Колонія-дель-Сакраменто, лежить за 177 км від Монтевідео.

## Клімат
Клімат департаменту — помірний і вологий. Середньорічна температура становить 17—18 °C. Річний рівень опадів становить близько 1000 мм.

## Населення
За даними на 2011 рік населення департаменту становить 123 203 особи (60 203 чоловіки і 63 000 жінок).
Демографічні показники за даними на 2010 рік:
- Рівень приросту: 0,042 %
- Народжуваність: 13,47/1000
- Смертність: 9,96/1000
- Середній вік населення: 35,7 року
- Середня тривалість життя: 78,09 року
  - чоловіки: 74,70 року
  - жінки: 81,70 року[2]

Основні населені пункти:
| Місто                   | Населення, чол. (2011) |
| ----------------------- | ---------------------- |
| Колонія-дель-Сакраменто | 26231                  |
| Кармело                 | 18041                  |
| Хуан-Лакас              | 12816                  |
| Нуева-Ельвесія          | 10 630                 |
| Росаріо                 | 10085                  |
| Нуева-Пальміра          | 9857                   |
| Тарарірас               | 6632                   |
| Флоренсіо-Санчес        | 3716                   |
| Омбес-де-Лавалье        | 3390                   |
| Колонія-Вальденси       | 3235                   |

| Населений пункт  | Населення чол. 2011 |
| ---------------- | ------------------- |
| Мігелете         | 999                 |
| Ла-Пас           | 603                 |
| Ель-Семільєро    | 600                 |
| Кончільяс        | 401                 |
| Гіл              | 309                 |
| Радіал-Кончильяс | 294                 |
| Кампана          | 298                 |
| Естансуела       | 249                 |

## Адміністративний поділ
Департамент Колонія ділиться на 6 муніципалітетів:
- Кармело (Carmelo)
- Хуан-Лакас (Juan Lacaze)
- Нуева-Ельвесія (Nueva Helvecia)
- Росаріо (Rosario)
- Нуева-Пальміра (Nueva Palmira)
- Тарарірас (Tarariras)